# Pygeum schlechteri
Pygeum schlechteri är en rosväxtart som beskrevs av Emil Bernhard Koehne. Pygeum schlechteri ingår i släktet Pygeum och familjen rosväxter. Inga underarter finns listade i Catalogue of Life.